# Мейсон, Реймонд
Реймонд Григ Мейсон OBE (англ. Raymond Grieg Mason, 2 марта 1922, Бирмингем — 13 февраля 2010, Париж) — британский скульптор.

## Биография
Отец — шотландец, таксист, мать — дочь трактирщика. Учился в Бирмингемской школе искусств и ремесел, в Королевском колледже искусств, в Художественной школе Слейда (Университетский колледж Лондона). С 1946 жил и работал в Париже. В 1960 открыл собственную художественную галерею. Дружил с Джакометти, Пикассо, Бальтюсом, Дюбюффе, Картье-Брессоном, Бэконом, биофизиком Морисом Уилкинсом.

## Творчество
Наиболее известен многофигурными раскрашенными композициями, представляющими уличные сцены.

## Признание
Крупные ретроспективные выставки скульптора состоялись в Лондоне (1982), Париже (Центр Помпиду, 1985; Музей Майоля, 2000). Орден Британской империи (2002).

## Автобиография
- At work in Paris: Raymond Mason on art and artists. London; New York: Thames and Hudson, 2003